# Matteo Rosselli
Matteo Rosselli (n. 8 august 1578, Florența, Marele Ducat de Toscana – d. 18 ianuarie 1650, Florența, Marele Ducat de Toscana) a fost un pictor italian din perioada barocului timpuriu, aparținând școlii florentine. Unul dintre principalii reprezentanți ai stilului Contrareformei în Italia.

## Biografie
Sursa principală a biografiei artistului sunt „Note despre maeștrii desenului de la Cimabue până în zilele noastre” (Notizie de' professori del disegno da Cimabue in qua, 1681), dedicate lui de prietenul său Filippo Baldinucci, care în tinerețe a fost elevul său. Pe lângă amintirile personale, Baldinucci a obținut informații din „libretto”-ul moștenitorilor artistului, în care erau menționate toate picturile sale până în 1635. Despre Rosselli a scris și abatele Luigi Lanzi, primul istoric oficial al picturii italiene, indicându-l drept o figură centrală care a păstrat tradițiile florentine.
Rosselli și-a început formarea artistică sub îndrumarea pictorului Gregorio Pagani. Pe data de 26 februarie 1599, a fost acceptat în Academia de Desen din Florența, organizată în 1561 de Giorgio Vasari. A realizat mai multe fresce pe tema „Legende despre originea ordinului servitilor” (1614–1618) în Palazzo Pitti, precum și picturi (Lot cu fiicele sale, Tobia și îngerul) pentru Galeria Corsini din Florența, picturi în mănăstirea bazilicii Santissima Annunziata, o pictură de altar Madonna cu Pruncul și o imagine de altar a Sfântului Francisc pentru biserica Santa Maria Maggiore din Florența, Adorarea Magilor (1607) pentru biserica Sant'Andrea in Montevarchi. Biserica parohială din Scarperia găzduiește Răstignirea (1613). În 1614 a realizat Cina cea de Taină, o pictură ce poate fi acum admirată în școala monastică San Pier Martire.
A pictat sălile de recepție ale vilei Poggio Imperiale (Apulia) cu scene reprezentând împărați europeni printre personaje biblice (1619–1623). A pictat „Madonna Rozariului” (1649) pentru catedrala din Pietrasanta și multe altele. Cea mai mare colecție de desene ale lui Rosselli se află în Luvru, Paris, multe dintre acestea fiind schițe preliminare pentru alte lucrări.
În 1605, Matteo Rosselli a plecat la Roma. După moartea regelui francez Henric al IV-lea în 1610, artistului i s-au comandat două picturi comemorative, reprezentând evenimente din viața regelui. A pictat, de asemenea, o serie de fresce pentru Casa Buonarroti din Florența, bazate pe evenimente din viața marelui Michelangelo, toate la comanda nepotului acestuia, Leonardo Buonarroti.
Rosselli a murit la Florența și a fost înmormântat în biserica San Marco.
Printre numeroșii săi elevi s-au numărat Baldassare Franceschini (Volterrano), Lorenzo Lippi, Francesco Furini, Giovanni da San Giovanni (Giovanni Mannozzi) și Jacopo Vignali.